# Senan (kommun)
Senan är en kommun i Spanien.   Den ligger i provinsen Província de Tarragona och regionen Katalonien, i den östra delen av landet, 400 km öster om huvudstaden Madrid. Arean är 11,7 kvadratkilometer. Senan gränsar till Els Omells de na Gaia, Vallbona de les Monges, L'Espluga de Francolí, Fulleda och L'Espluga Calba. 
Terrängen i Senan är platt åt nordväst, men åt sydost är den kuperad.